# St Stephen-in-Brannel
St Stephen-in-Brannel – wieś w Anglii, w Kornwalii. Leży 53 km na północny wschód od miasta Penzance i 359 km na zachód od Londynu.